# Liste der Biografien/Groe
Liste der Biografien |
Portal Biografien |
Personensuche
# |
A |
B |
C |
D |
E |
F |
G |
H |
I |
J |
K |
L |
M |
N |
O |
P |
Q |
R |
S |
T |
U |
V |
W |
X |
Y |
Z |
?
 
Ga |
Gb |
Gc |
Gd |
Ge |
Gf |
Gh |
Gi |
Gj |
Gk |
Gl |
Gm |
Gn |
Go |
Gp |
Gq |
Gr |
Gs |
Gu |
Gv |
Gw |
Gy |
Gz
 
Gra |
Grb–Grd |
Gre |
Grg |
Gri |
Grj |
Grk |
Grl |
Grm |
Gro |
Grs |
Gru |
Gry |
Grz
 
Groa |
Grob |
Groc |
Grod |
Groe |
Grof |
Grog |
Groh |
Groi |
Groj |
Grok |
Grol |
Grom |
Gron |
Groo |
Grop |
Gros |
Grot |
Grou |
Grov |
Grow |
Groy |
Groz
Die Liste der Biografien führt alle Personen auf, die in der deutschsprachigen Wikipedia einen Artikel haben. Dieses ist eine Teilliste mit 138 Einträgen von Personen, deren Namen mit den Buchstaben „Groe“ beginnt.

## Groe

### Groeb
- Groebbels, Franz (1888–1960), deutscher Ornithologe und Physiologe
- Groebe, Hans (* 1916), deutscher Industriemanager
- Groebe, Klaus (1912–2001), deutscher Verwaltungsjurist und Kommunalpolitiker (SPD)
- Groebel, Jo (* 1950), deutscher Medienwissenschaftler
- Groeben, Alexander von der (* 1955), deutscher Sportjournalist und ehemaliger Judoka
- Groeben, Annemarie von der (1940–2021), deutsche Pädagogin und Schulreformerin
- Groeben, Arthur von der (1812–1893), preußischer Gutsbesitzer, Mitglied des Preußischen Herrenhauses
- Groeben, Arthur von der (1850–1930), preußischer General der Infanterie
- Groeben, August von der (1828–1866), österreichischer Offizier
- Groeben, Carl Wilhelm Friedrich von der (1757–1816), preußischer Leutnant und Landrat
- Groeben, Carolin von der (* 1995), deutsche Schauspielerin sowie Synchron- und HörspielsprecherinCarolin von der Groeben (* 1995)

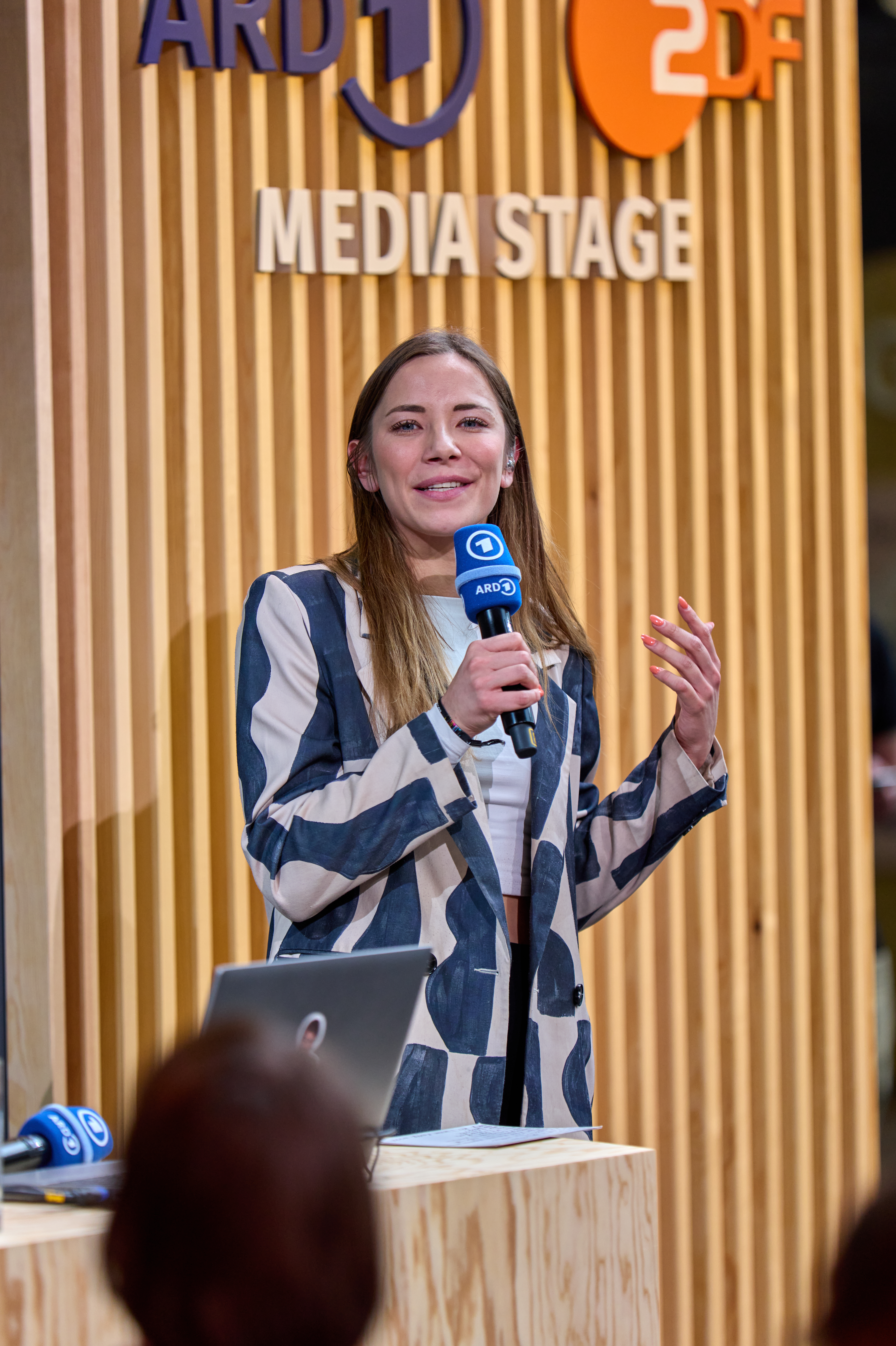
Carolin von der Groeben (* 1995)

- Groeben, Erasmus Ludwig Friedrich von der (1744–1799), preußischer Generalmajor und Gesandter
- Groeben, Friedrich Otto von der (1619–1697), Kurbrandenburger Obrist, Chef eines Regiments zu Fuß sowie Erbjägermeister der Kurmark
- Groeben, Friedrich von der (1827–1889), preußischer Generalleutnant
- Groeben, Friedrich Wilhelm von der (1774–1839), preußischer Generalleutnant, Kommandant von Koblenz und Ehrenbreitstein
- Groeben, Georg Dietrich von der (1725–1794), preußischer Generalleutnant
- Groeben, Georg Heinrich von der (1630–1697), Kurbrandenburgischer General
- Groeben, Georg von der (1817–1894), preußischer General der Kavallerie
- Groeben, Günther von der (1832–1900), preußischer Generalleutnant
- Groeben, Hans Ludwig von der (1615–1669), kurbrandenburgischer Geheimer Rat
- Groeben, Hans von der (1907–2005), deutscher Politiker (unabhängig), Wissenschaftler, Publizist und Mitglied der Europäischen Kommission (1958–1970)Hans von der Groeben (1907–2005)

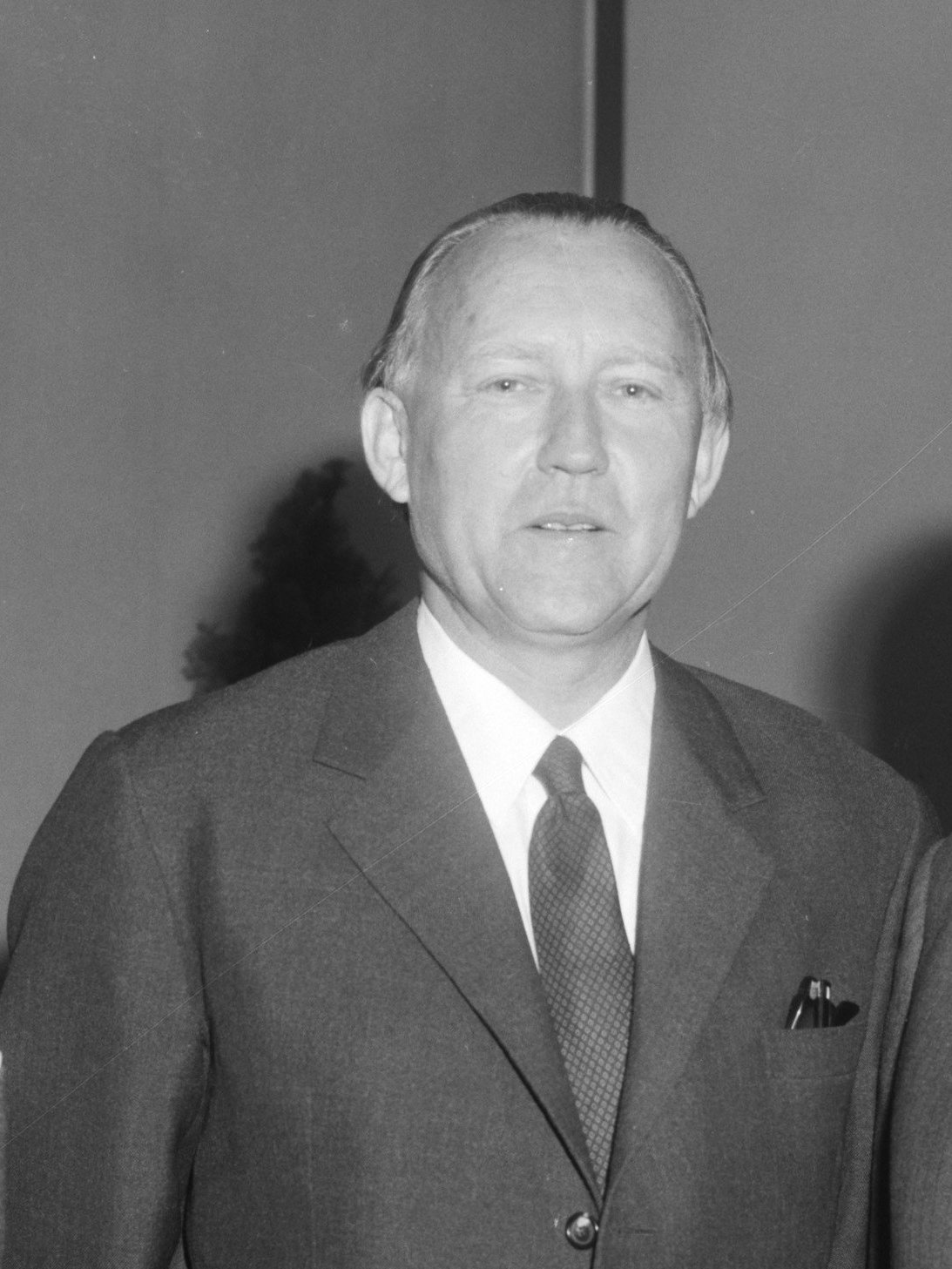
Hans von der Groeben (1907–2005)

- Groeben, Heinrich von der (1857–1927), preußischer Rittergutsbesitzer und Parlamentarier
- Groeben, Heinrich Wilhelm von der (1657–1729), deutscher Soldat in Diensten Polen-Litauens
- Groeben, Hermann von der (1828–1902), preußischer Generalmajor
- Groeben, Ida von der (1791–1868), deutsche Pietistin
- Groeben, Johann Georg von der (1709–1777), preußischer Landrat im Kreis Rastenburg
- Groeben, Karl Ernst August von der (1750–1809), preußischer Generalmajor
- Groeben, Karl Konrad von der (1918–2005), deutscher Unternehmer und Stifter
- Groeben, Karl von der (1788–1876), preußischer General der Kavallerie
- Groeben, Karl von der (1826–1898), preußischer Generalmajor
- Groeben, Karl von der (1902–1989), deutscher Verwaltungsjurist und Landrat
- Groeben, Klaus von der (1902–2002), deutscher Verwaltungsjurist
- Groeben, Konrad Heinrich von der (1683–1746), preußischer Generalmajor, Chef des Infanterieregiments Nr. 4
- Groeben, Louis von der (1842–1904), deutscher Rittergutsbesitzer und Politiker, MdR
- Groeben, Max von der (* 1992), deutscher Schauspieler, Synchron- und HörspielsprecherMax von der Groeben (* 1992)

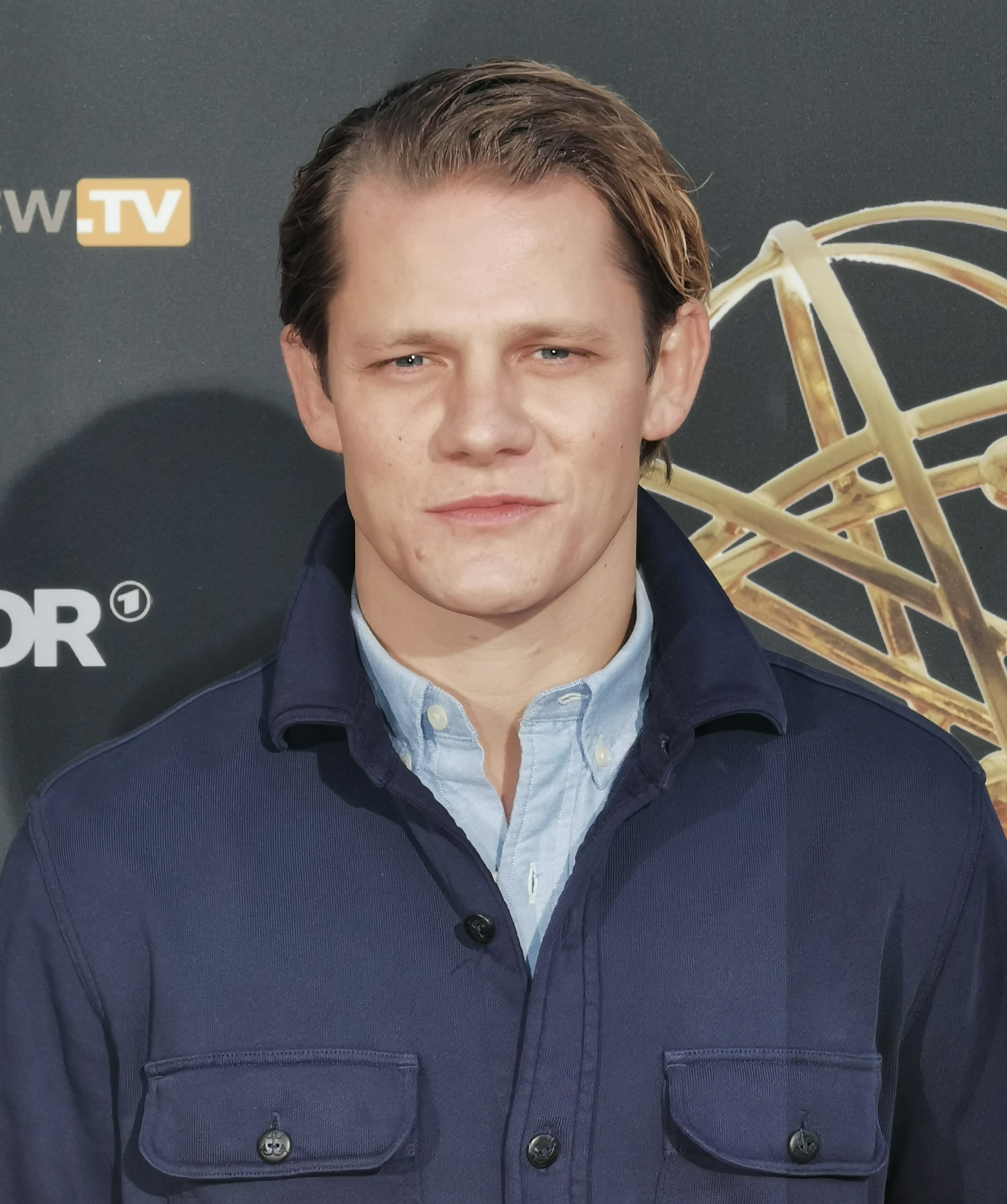
Max von der Groeben (* 1992)

- Groeben, Moritz von der (* 1972), deutscher Film- und Fernsehproduzent
- Groeben, Norbert (* 1944), deutscher Psychologe und Linguist
- Groeben, Otto Friedrich von der (1657–1728), brandenburg-preußischer Militär und Forschungsreisender im Dienste des Großen Kurfürsten
- Groeben, Otto von der (1797–1856), deutscher Rittergutbesitzer und Politiker
- Groeben, Peter von der (1903–2002), deutscher Offizier, zuletzt Generalmajor der Bundeswehr
- Groeben, Ulrike von der (* 1957), deutsche Redakteurin und Moderatorin
- Groeben, Unico von der (1861–1924), deutscher Diplomat, Standesherr und Parlamentarier
- Groeben, von der Friedrich Gottfried (1726–1799), preußischer Justizdirektor, Landhofmeister, Landrat und Etatsminister
- Groeben, Wilhelm Ludwig von der (1690–1760), preußischer Wirklicher Geheimer Etats- und Kriegsminister
- Groeben, Wilhelm von der (1810–1892), preußischer Generalleutnant
- Groeben, Wolfgang von der (* 1937), deutscher Verwaltungsjurist
- Groeber, Hermann (1865–1935), deutscher Maler
- Groebler, Gunnar (* 1972), deutscher Industriemanager
- Groebli, René (* 1927), Schweizer Fotograf und Dokumentarfilm-Kameramann
- Groebner, Severin (* 1969), österreichischer Kabarettist
- Groebner, Valentin (* 1962), österreichischer Mediävist

### Groec
- Groechenig, Michael (* 1988), österreichischer Mathematiker

### Groed
- Groedel, Franz Maximilian (1881–1951), deutsch-US-amerikanischer Kardiologe

### Groeg
- Groeger, Helmut (1899–1970), deutscher Oberregierungsrat und Landrat
- Groeger, Peter (1933–2018), deutscher Schauspieler, Regisseur und SynchronsprecherPeter Groeger (1933–2018)

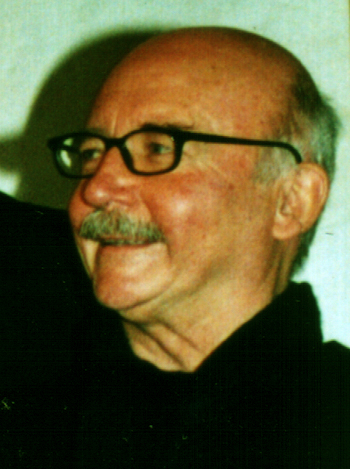
Peter Groeger (1933–2018)

- Groeger, Wolfgang E. (1882–1950), deutscher Übersetzer und Herausgeber russischer Literatur

### Groeh
- Groehl, Axel (* 1953), deutscher Maler, Bildhauer und Bühnenbildner
- Groehler, Olaf (1935–1995), deutscher Militärhistoriker

### Groel
- Groel, August (1898–1989), deutscher Spanienkämpfer (KPD) und Widerstandskämpfer
- Groeleken, Eric (* 1966), niederländischer Fußballspieler
- Groeling, Johann Benedikt von (1726–1791), preußischer Generalleutnant, Chef des Husarenregiments Nr. 6
- Groeling-Che, Hui-wen von (* 1944), chinesische Hochschullehrerin (Chinesische Literatur), Übersetzerin, Kunsthistorikerin und Autorin
- Groeling-Müller, Georg von (1927–2023), deutscher Politiker (FDP), MdBB
- Groelly, Anna-Tina (* 1989), Schweizer Politikerin (Grüne)

### Groen
- Groen van Prinsterer, Guillaume (1801–1876), niederländischer Staatsmann, Geschichtsschreiber und Publizist
- Groen, Arnoud van (* 1983), niederländischer Radrennfahrer
- Groen, Basilius Jacobus (* 1953), niederländischer Liturgiewissenschaftler
- Groen, Dora van der (1927–2015), belgische Schauspielerin, Film- und Theaterregisseurin
- Groen, Jitse (* 1978), niederländischer UnternehmerJitse Groen (* 1978)

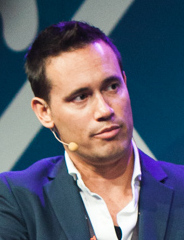
Jitse Groen (* 1978)

- Groen, Joannes (1891–1953), niederländischer Priester, Apostolischer Vikar von Bandjarmasin
- Groen, Sander (* 1968), niederländischer Tennisspieler
- Groen, Tiemen (1946–2021), niederländischer Radrennfahrer
- Groen-Kouwenhoven, Elly de (* 1949), niederländische Politikerin (Europa Transparant), MdEP
- Groene, Annie, französische Badmintonspielerin
- Groene, Christine, französische Badmintonspielerin
- Groene, France, französische Badmintonspielerin
- Groene, Heinrich, deutscher Bildschnitzer
- Groene, Ralf (* 1968), deutscher Industriedesigner
- Groenemeyer, Axel (1956–2020), deutscher Soziologe
- Groenen, Jackie (* 1994), niederländische Fußballspielerin
- Groenen, Karl (1939–2025), deutscher Landwirt, Politiker (CSU) und Senator (Bayern)
- Groenendaal, Richard (* 1971), niederländischer Radrennfahrer
- Groenendijk, Alfons (* 1964), niederländischer Fußballspieler und Fußballtrainer
- Groener, Harry (* 1951), US-amerikanischer Schauspieler
- Groener, Henk (* 1960), niederländischer Handballspieler und -trainer
- Groener, Rob (* 1945), niederländischer Fußballtrainer und -berater
- Groener, Simon (1884–1950), deutscher Landrat des Kreises Warendorf
- Groener, Walter L. (* 1922), deutscher Diplomat
- Groener, Wilhelm (1867–1939), württembergischer Generalleutnant sowie PolitikerWilhelm Groener (1867–1939)

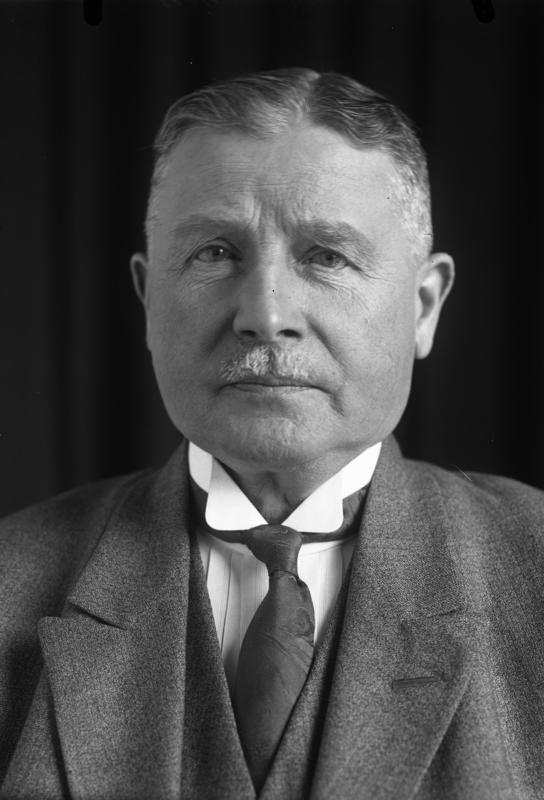
Wilhelm Groener (1867–1939)

- Groeneveld, Arnaut (* 1997), nigerianisch-niederländischer Fußballspieler
- Groeneveld, Daphne (* 1994), niederländisches Model
- Groeneveld, Eildert (* 1948), deutscher Agrarwissenschaftler
- Groeneveld, Jacques (1892–1983), deutscher Politiker (NSDAP), MdR
- Groeneveld, Lars (* 1984), deutscher Jazzmusiker (Klarinetten, Komposition)
- Groeneveld, Phil (* 1974), kanadisch-niederländischer Eishockeytorwart
- Groeneweg, Dick (* 1939), niederländischer Radrennfahrer
- Groeneweg, Suze (1875–1940), niederländische Politikerin und erstes weibliches Mitglied der Zweiten Kammer der Generalstaaten
- Groenewegen, Dylan (* 1993), niederländischer RadrennfahrerDylan Groenewegen (* 1993)

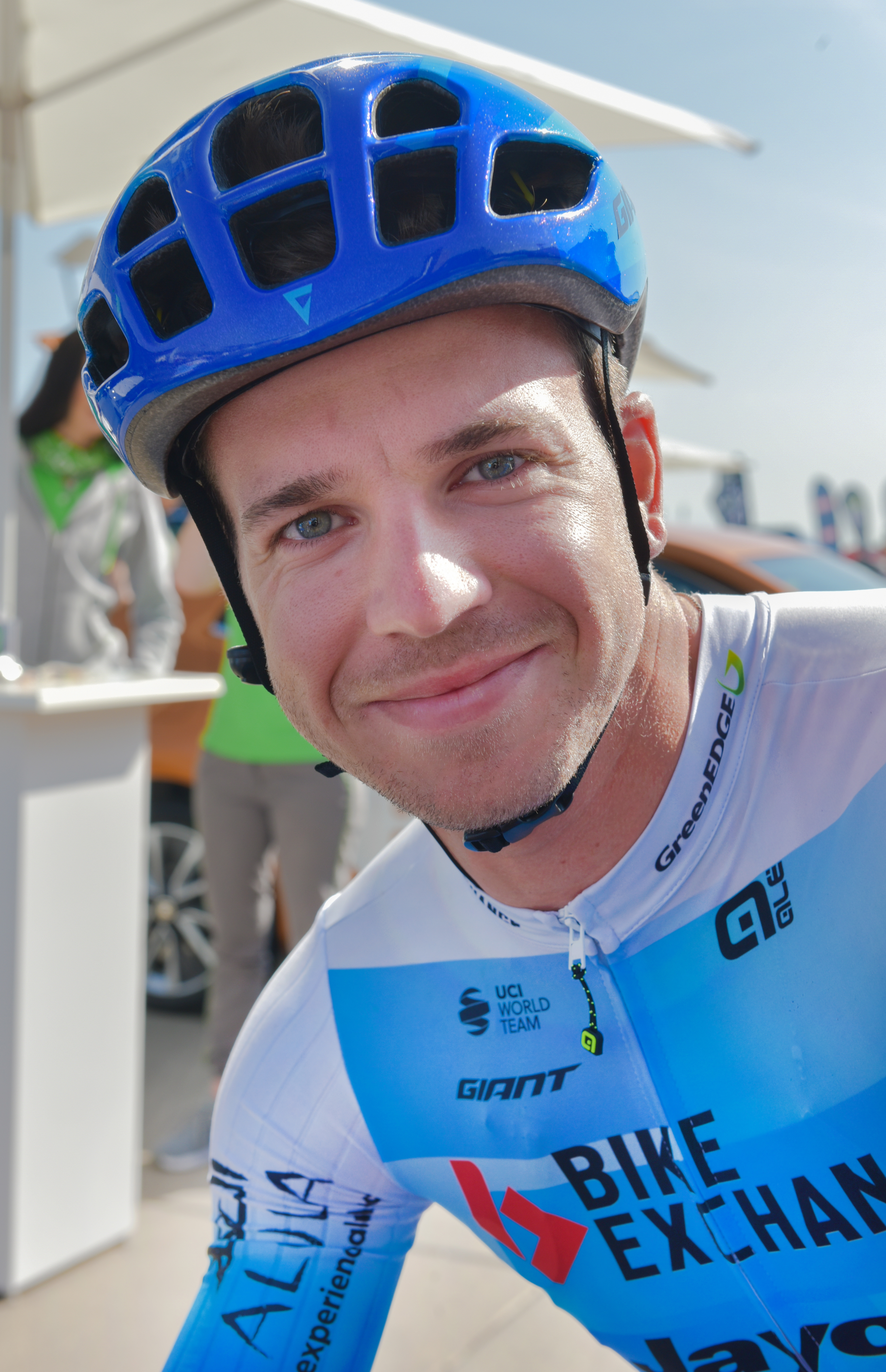
Dylan Groenewegen (* 1993)

- Groenewegen, Peter D. (1939–2018), australischer Wirtschaftswissenschaftler niederländischer Herkunft
- Groenewold, David (1973–2019), deutscher Filmproduzent
- Groenewold, Kurt (* 1937), deutscher Rechtsanwalt und Autor
- Groenewold, Renate (* 1976), niederländische Eisschnellläuferin
- Groenewoud, André (* 1972), deutscher Journalist und Buchautor
- Groenewoud, Jacobus Cornelis Swijghuijsen (1784–1859), niederländischer reformierter Theologe und Orientalist
- Groenewoud, Marijke (* 1999), niederländische Eisschnellläuferin
- Groenewoud, Rosalind (* 1989), kanadische Freestyle-Skisportlerin
- Groenhart, Murthel (* 1986), niederländisch-surinamischer Kickboxer
- Groenhoff, Günther (1908–1932), deutscher Segelflugpionier
- Groenhuijsen, Marc (* 1956), niederländischer Rechtswissenschaftler und Hochschullehrer
- Groenia, Petrus (1769–1844), niederländischer Schlachten-, Historien- und Genremaler
- Groeniger, Jean (1888–1946), Landrat, Mitglied des Provinziallandtages der Provinz Hessen-Nassau
- Groening, Matt (* 1954), US-amerikanischer TrickfilmzeichnerMatt Groening (* 1954)

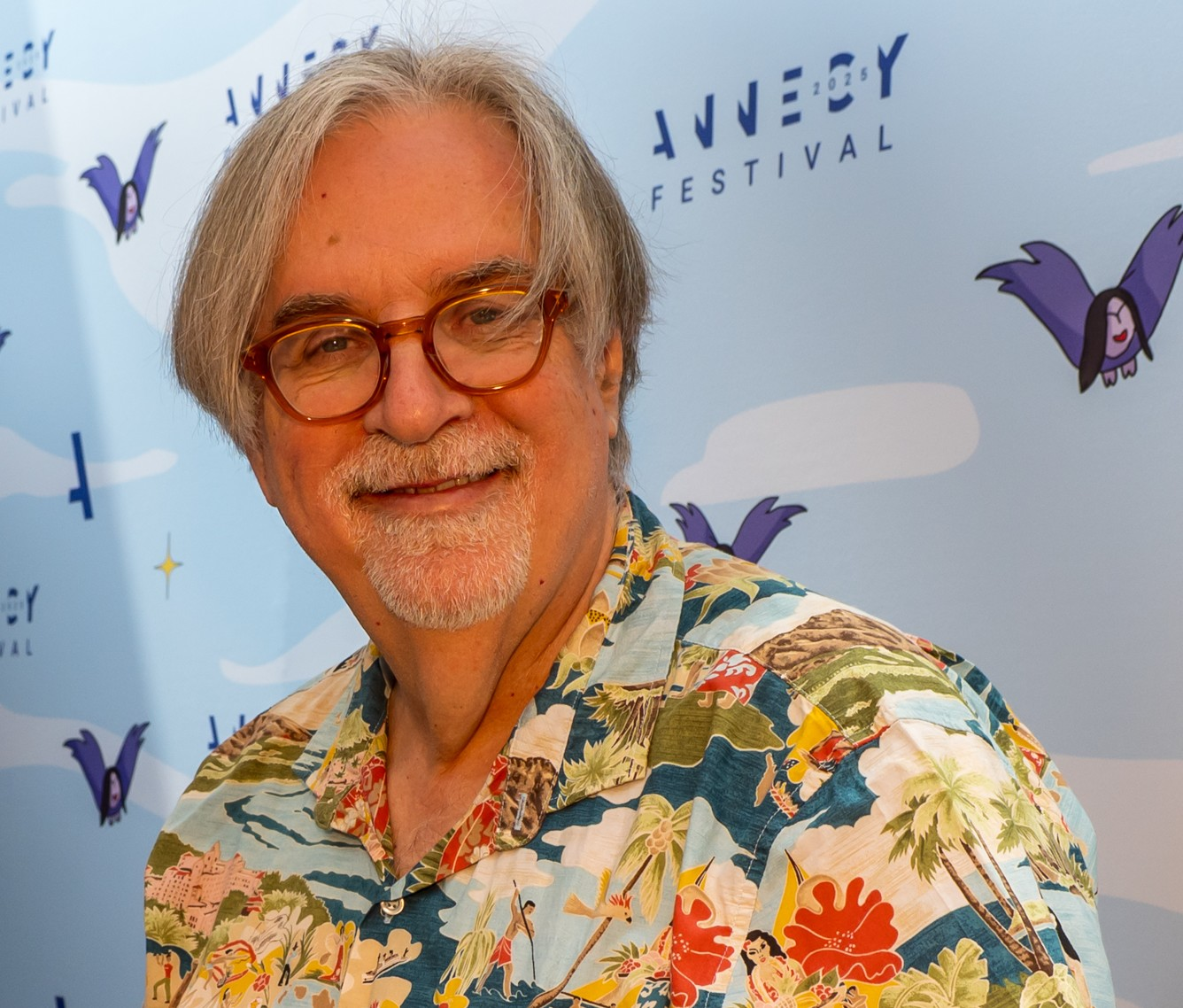
Matt Groening (* 1954)

- Groenke, Ulrich (1924–2013), deutscher Skandinavist, Finnougrist und Hochschullehrer
- Groenleer, Hester (* 1980), niederländische Blockflötistin und Hochschullehrerin
- Groenouw, Arthur (1862–1945), deutscher Mediziner, Ophthalmologe und Fachbuchautor

### Groep
- Groepper, Horst (1909–2002), deutscher Diplomat
- Groepper, Michael (* 1945), deutscher Jurist, ehemaliger Richter am Bundesverwaltungsgericht

### Groer
- Groër, Franciszek (1887–1965), polnischer Kinderarzt, Professor an der Jan-Kazimierz-Universität in Lemberg, später Direktor des Instituts für Mutter und Kind in Warschau
- Groër, Hans Hermann (1919–2003), römisch-katholischer Bischof, Kardinal
- Groer, Peter (* 1941), österreichischer Basketballspieler

### Groes
- Groes, Lis (1910–1974), dänische Politikerin (Socialdemokraterne), Mitglied des Folketing, Ministerin für Handel, Industrie und Schifffahrt
- Groesbeck, Alex (1873–1953), US-amerikanischer Politiker
- Groesbeck, William S. (1815–1897), US-amerikanischer Politiker (Demokratische Partei)
- Groesbeeck, Gerard van (1517–1580), Fürstbischof von Lüttich, Fürstabt von Malmedy und Stablom, Kardinal der Römischen Kirche
- Groeschel, Benedict (1933–2014), US-amerikanischer Ordenspriester, Psychologe, Exerzitienmeister, Autor und Fernsehmoderator
- Groeschel, Craig (* 1967), US-amerikanischer Theologe, Pastor, Gemeindegründer, Buchautor und Referent
- Groeschel, Julius (1859–1924), deutscher Bauingenieur, Architekt und Baubeamter
- Groeseneken, Laura (* 1990), belgische Sängerin, Komponistin und Musikerin
- Groesse, Paul (1906–1987), US-amerikanischer Szenenbildner
- Groest, Dieter (* 1932), deutscher Schauspieler

### Groet
- Groeteken, Friedrich Albert (1878–1961), deutscher Priester, Lehrer, Autor und Heimatforscher
- Groethuysen, Andreas (* 1956), deutscher Pianist
- Groethuysen, Bernhard (1880–1946), deutsch-französischer Philosoph, Historiker und Übersetzer
- Groethuysen, Herbert (1921–2020), deutscher Architekt
- Groetschel, Inka Victoria (1967–2009), deutsche Schauspielerin
- Groetzki, Cathrin (* 1992), deutsche Handballspielerin
- Groetzki, Patrick (* 1989), deutscher HandballspielerPatrick Groetzki (* 1989)

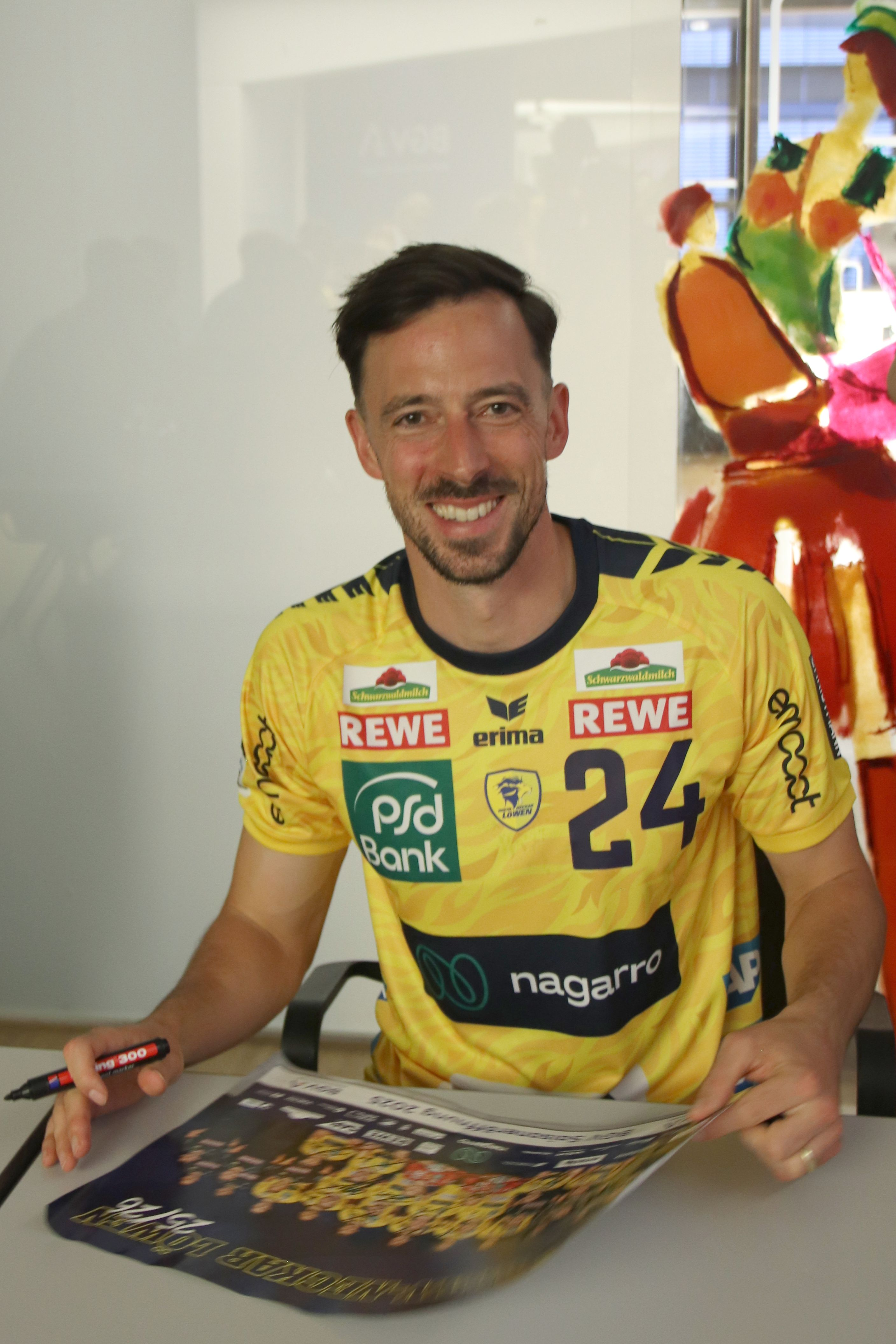
Patrick Groetzki (* 1989)

- Groetzner, Stephan (* 1965), deutscher Autor